# Olds, Iowa
Olds là một thành phố thuộc quận Henry, tiểu bang Iowa, Hoa Kỳ. Năm 2010, dân số của thành phố này là 229 người.

## Dân số
Dân số qua các năm:
- Năm 2000: 249 người.
- Năm 2010: 229 người.